# JSONPath
JSONPath è un linguaggio di programmazione per l'interrogazione di oggetti JSON. Ispirato a XPath, è stato standardizzato dall'IETF nel 2024.